# 斯塔沃克 (科斯托皮爾區)
50°54′40″N 26°12′3″E / 50.91111°N 26.20083°E
斯塔沃克（烏克蘭語：Ставок），是烏克蘭西北部的村莊，隸屬里夫內州的里夫內區。該村面積2.1平方公里，海拔高度178米，2001年人口975，人口密度每平方公里488.1人。